# ریخته‌گری با قالب دائمی

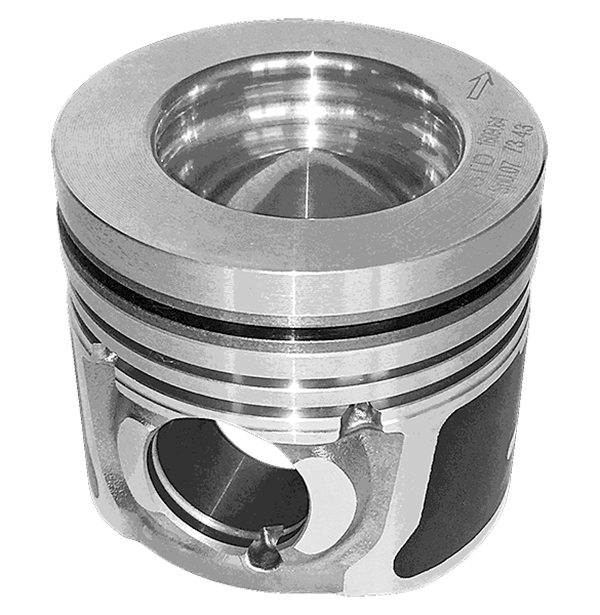
از محصولات ریخته‌گری با قالب دائمی

ریخته‌گری با قالب دائم یک فرآیند ریخته‌گری فلزات است که در آن از قالب‌های چندین بار مصرف یا به اصطلاح «دائمی» استفاده می‌شود که معمولاً از جنس فلز می‌باشند.
از شناخته شده‌ترین زیرشاخهٔ این شیوه، ریخته‌گری نیمه منجمد می‌باشد.
پرکاربردترین فلزات در ریخته‌گری قالب دائم عبارتند از: آلومینیوم، منیزیم، آلیاژهای مس و سایر فلزات همچون قلع، روی، آلیاژهای سرب، آهن و استیل هم در قالب‌هایی از جنس گرافیت ریخته‌گری می‌شوند.
معمول‌ترین قطعاتی که با این روش تولید می‌شوند عبارت اند از: چرخ دنده، هزار خار، جعبه دنده، اسباب لوله‌کشی، محفظهٔ تزریق سوخت و پیستون موتور خودرو و…

## مراحل
۱. آماده سازی قالب:
نخست خود فالب از پیش حرارت داده می‌شود تا دمای حدود ۳۰۰ – ۵۰۰ درجه فارنهایت، تا اجازهٔ جریان یافتن بهتر به فلز داده شود و کاستی‌ها و نقص‌های مربوط به قالب برطرف شود. سپس یک پوشش سرامیکی برای سطح حفره دار قالب به کار برده می‌شود تا هم فرایند جداسازی قطعه از قالب آسان تر شود هم اینکه عمر قالب افزایش یابد.

۲. مونتاژ قالب:

قالب‌ها حداقل از ۲ بخش تشکیل می‌شوند – یا ۲ بخش با مرکزهایی دیگر برای تولید قطعاتی پیچیده‌تر. مرکزها معمولاً از جنس آهن یا استیل هستند اما گاهی از ماسهٔ قابل کاربرد هم استفاده می‌شود. در این مرحله مرکزها جایگذاری می‌شوند و دو نیمه در هم چفت می‌شوند.

۳. ریختن مذاب:

در این مرحله فلز مذاب توسط ملاقهٔ مخصوصی و به آرامی از طریق سوراخ راه گاه بالای قالب داخل قالب ریخته شده و وارد حفره‌ها می‌شود.

۴. خنک کردن:

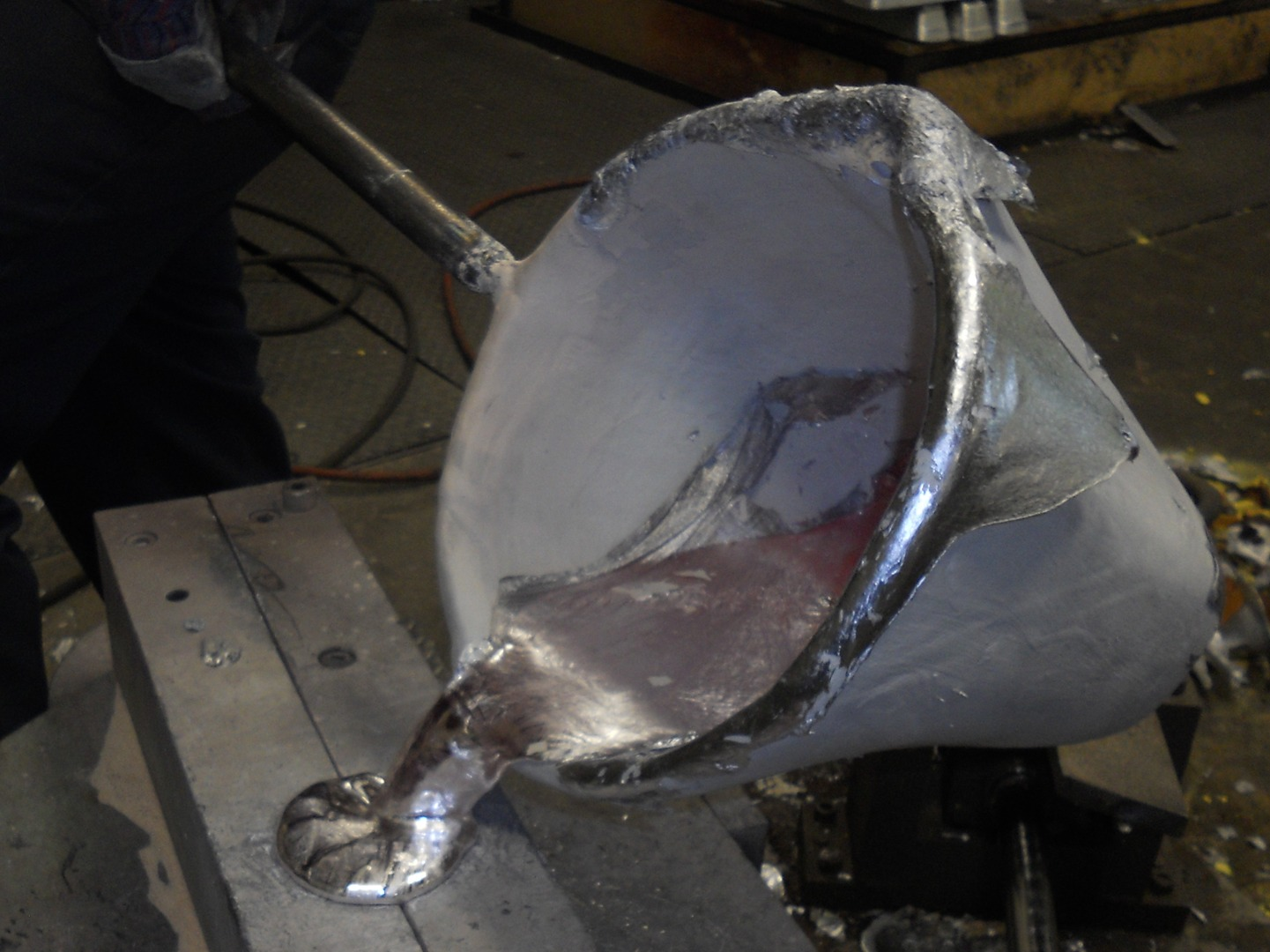
مرحلهٔ ریختن فلز مذاب داخل قالب از سوراخ راه گاه بالای قالب

به فلز مذاب درون قالب فرصت داده می‌شود تا خنک و جامد شود.

۵. بازکردن قالب:

پس از طی مرحلهٔ جامد شدن، ۲ نیمهٔ قالب از هم باز می‌شوند و قطعهٔ منجمد شده را خارج می‌کنند.

۶. پرداخت کاری قطعه:

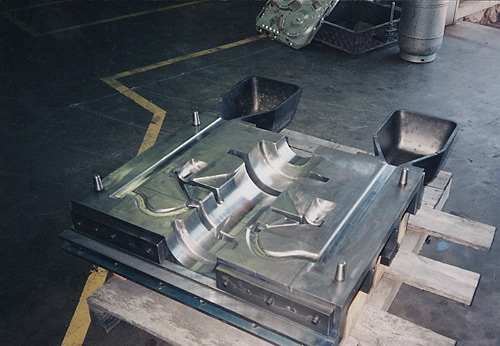
نیمهٔ یک قالب دائمی

در هنگام خنک کردن، فلز باقی مانده در راه گاه به قطعهٔ اصلی میچشبد و در این مرحله این چنین بخش‌های زایدی باید از قطعه جدا و کنده شوند.

## فرایندهای ریخته‌گری با قالب دائم:
۱. ریخته‌گری نیمه جامد:

این روش یک حالت ویژه از ریخته‌گری قالب دائم می‌باشد که در آن اجازه داده نمی‌شود همه فلز مذاب منجمد شود، بلکه زمانی که ضخامت مورد نظر قطعه حاصل شد، فلز باقی مانده‌ای کاملاً منجمد نشده، از قالب بیرون ریخته می‌شود.

۲. ریخته‌گری کورتیاس:

در این روش از یک پیستون برای جمع‌آوری فلز مذاب داخل راهگاه استفاده می‌شود که روشی مناسب برای تولید قطعاتی با ضخامت‌های کم و دارای جزئیات می‌باشد.

۳. ریخته‌گری تحت فشار:

در این روش به جای کمک گرفتن از جاذبهٔ زمین برای جاری شدن مذاب، از فشار حدود ۱ اتمسفر استفاده می‌شود. نگهداری فلز تحت این فشار باعث می‌شود که قالب به‌طور کامل پر شود و هر میزان افتی در مرحلهٔ خنک کردن را متعادل نگه می‌دارد. خواص مکانیکی قطعهٔ تولید شده توسط این روش به نسبت روش‌های سنتی، ۵ درصد برتری دارد.

۴. ریخته‌گری تحت خلاء":

این روش بسیار مشابه روش تحت فشار می‌باشد، با این تفاوت که به جای استفاده از فشار، فلز مذاب را تحت خلاء قرار می‌دهند.
در هر ۲ روش تحت فشار و تحت خلاء، مادامی که تغذیه کننده‌ای استفاده نشود، بازده بالایی خواهیم داشت.در این روش نیز خلوص فلز به خوبی حفظ می‌شود و برتری خواص مکانیکی نسبت به روش‌های سنتی حدود ۱۰ الی ۲۰ درصد می‌باشد. 

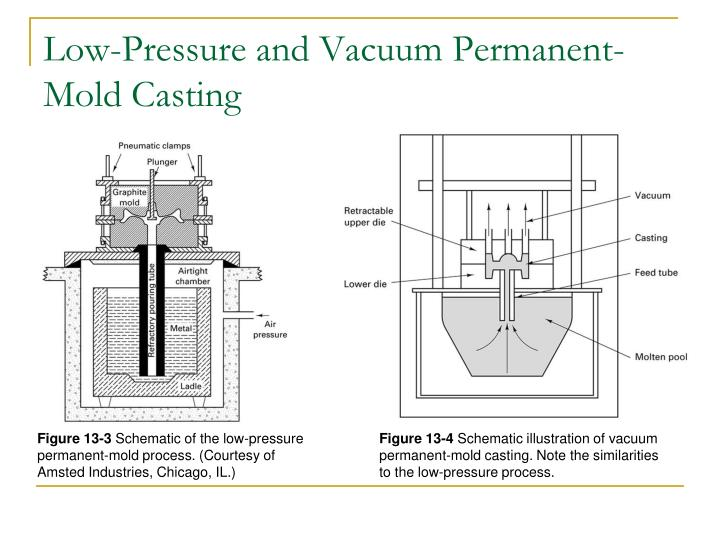
دو نمونه از رایج‌ترین روش‌های ریخته‌گری با قالب دائمی